# 1933 (numero)
Millenovecentotrentatré (1933) è il numero naturale dopo il 1932 e prima del 1934.

## Proprietà matematiche
- È un numero dispari.
- È un numero primo.
  - È un numero primo gemello (con 1931).
- È un numero difettivo.
- È un numero omirp.
- È un numero ettagonale centrato.
- È un numero nontotiente in quanto dispari e diverso da 1.
- È un numero felice.
- È un numero fortunato.
- È esprimibile in un solo modo come somma di due quadrati: 1933 = 1764 + 169 = 422 + 132.
- È un numero congruente.
- È un numero intero privo di quadrati.
- È un numero odioso.
- È parte delle terne pitagoriche (1092, 1595, 1933), (1933, 1868244, 1868245).

## Astronomia
- 1933 Tinchen è un asteroide della fascia principale del sistema solare.

## Astronautica
- Cosmos 1933 è un satellite artificiale russo.